# Binia Feltscher
Binia Feltscher (Chur, 13 oktober 1978) is een Zwitsers tweevoudig wereldkampioen curlingspeelster.

## Carrière
Feltscher speelt vanaf 1989 curling. Ze speelde als derde in het Zwitserse team geleid door Mirjam Ott tijdens de Olympische Winterspelen van 2006, waar het team een zilveren medaille won. Het team won ook zilver tijdens het Europese kampioenschap curling in 2004 en 2005, en brons in 2006.
Feltscher startte in 2007 haar eigen team als skip. Met dit team won ze zilver op het EK in 2009. Het team won goud in de finale tegen Canada tijdens het wereldkampioenschap curling vrouwen in 2014. Later in dat jaar werd er wederom goud behaald tijdens het Europese kampioenschap curling.
Feltscher en haar team won tijdens het wereldkampioenschap curling vrouwen in 2016 in het Canadese Swift Current eveneens goud, door in de finale af te rekenen met Japan.

## Palmares
Olympische Winterspelen
- 2006:  Turijn, Italië

Wereldkampioenschappen
- 2014:  Saint John, Canada
- 2016:  Swift Current, Canada

Europese kampioenschappen
- 2004:  Sofia, Bulgarije
- 2005:  Garmisch-Partenkirchen, Duitsland
- 2006:  Basel, Zwitserland
- 2009:  Aberdeen, Schotland
- 2014:  Champéry, Zwitserland